# Вежаю (приток Ёввы)
Вежаю (устар. Вежа-Ю) — река в России, течёт по территории Удорского района Республики Коми. Левый приток реки Ёвва.
Длина реки составляет 42 км.
Течёт по лесной болотистой местности. Основной приток — Мадмас, впадает в Вежаю в нижнем течении слева на высоте 88 м над уровнем моря.

## Данные водного реестра
По данным государственного водного реестра России относится к Двинско-Печорскому бассейновому округу, водохозяйственный участок реки — Мезень от истока до водомерного поста у деревни Малонисогорская. Речной бассейн реки — Мезень.
Код объекта в государственном водном реестре — 03030000112103000047238.